# Aruodynerus excellens
Aruodynerus excellens är en stekelart som beskrevs av Giordani Soika 1993. Aruodynerus excellens ingår i släktet Aruodynerus och familjen Eumenidae. Inga underarter finns listade.